# Si Čung-sün
Si Čung-sün (čínsky pchin-jinem Xí Zhòngxūn, znaky zjednodušené 习仲勋, tradiční 習仲勛; 15. října 1913 – 24. května 2002) byl čínský komunistický politik, ve 30. letech vedl komunistické partyzánské oddíly na severozápadě Číny, během války s Japonskem se podílel na obraně pohraniční oblasti Šen-si-Kan-su-Ning-sia, byl tajemníkem severozápadního byra ÚV KS Číny a komisařem Severozápadní polní armády (resp. 1. polní armády). Po založení Čínské lidové republiky působil jako místopředseda vojensko-administrativního výboru severozápadní Číny, od roku 1953 vykonával funkci generálního sekretáře státní administrativní rady, resp. od roku 1954 generálního sekretáře státní rady, od roku 1959 byl současně i místopředsedou státní rady (vlády).
Roku 1962 byl obviněn z protistranické činnosti a odvolán z funkcí, za kulturní revoluce byl vězněn. Rehabilitace se dočkal roku 1978, kdy byl přeložen do provincie Kuang-tung, kterou v letech 1978–1980 řídil. V letech 1980–1993 působil v centrálních úřadech v Pekingu, jako místopředseda stálého výboru Všečínského shromáždění lidových zástupců (1980–1983, první místopředseda v letech 1988–1993), člen sekretariátu (1981–1985) a politbyra (1982–1987) ústředního výboru KS Číny. Zabýval se především otázkami práva a legislativy.
Jeho druhý syn Si Ťin-pching je od roku 2012 generálním tajemníkem KS Číny a od roku 2013 prezidentem Čínské lidové republiky.

## Život

### Mládí a počátky politické aktivity
Si Čung-sün se narodil 15. října 1913 ve venkovském okrese Fu-pching v provincii Šen-si ve statkářské rodině. V květnu 1926 vstoupil do Komunistického svazu mládeže Číny a na jaře 1928 se zúčastnil studentských demonstrací, za což byl uvězněn nacionalistickými úřady. Ve vězení v roce 1928 vstoupil do Komunistické strany Číny (KS Číny).
V roce 1930 byl Si stranou vyslán působit ve vojsku nacionalistického generála Jang Chu-čchenga. V březnu 1932 vedl neúspěšné povstání v Jangově armádě v Liang-tangu v provincii Kan-su. Následně se připojil ke komunistickým partyzánům severně od řeky Wej. V březnu 1933 se připojil k Liou Č’-tanovi a dalším při zakládání pohraniční sovětské oblasti Šen-si-Kan-su (Šen-kan) a roku 1934 se stal předsedou vlády této sovětské oblasti, přičemž vedl komunistické oddíly při jejím rozšiřování a obraně proti nacionalistickým útokům. Počátkem roku 1935 se sloučily pohraniční sovětská oblast Šen-si-Kan-su a severní sovětská oblast Šen-si a vytvořily Severozápadní revoluční oblast. Si se stal jedním z vůdců této oblasti, v září 1935 byl však spolu s Liou Č’-tanem a Kao Kangem uvězněn během levicové nápravné kampaně uvnitř strany. Podle jeho vlastních slov byl čtyři dny před popravou, když na místo dorazil Mao Ce-tung a Čou En-laj a nařídili Si Čung-süna a jeho soudruhy propustit. Siova partyzánská základna na severozápadě poskytla útočiště Mao Ce-tungovi a stranickému centru na závěr Dlouhého pochodu, takže „revoluční základna na severozápadě zachránila stranické centrum a stranické centrum zachránilo revolucionáře na severozápadě“. Z oblasti se nakonec stal Jenanský sovět, ústředí čínského komunistického hnutí až do roku 1947.

### V Jen-anu
Během druhé čínsko-japonské války zůstal Si v pohraniční oblasti Šen-si-Kan-su-Ning-sia, aby řídil civilní a vojenské záležitosti, podporoval hospodářskou výrobu v sovětu a prováděl stranickou politiku. Byl známý tím, že správnost politiky určoval na základě empirického posouzení a bránil „levicovému“ radikalismu při provádění stranických směrnic. Na VII. sjezdu Komunistické strany Číny v dubnu–červnu 1945 byl zvolen kandidátem ústředního výboru a stal se zástupcem vedoucího organizačního oddělení strany. V době, kdy v Číně končila druhá světová válka, podílel se na odražení útoku nacionalistů na Jen-an u Fu-tchaj-šanu a pomohl při průlomu Wang Čenovy 359. brigády ze Severočínských plání. Koncem roku 1945 se stal zástupcem tajemníka severozápadního byra ÚV KS Číny, roku 1946 převzal funkci komisaře obranné armády Šan-si-Suej-jüan-Kan-su-Šen-si-Ning-sia. Jako politický komisař Si spolu s velitelem Čang Čung-sünem porazil nacionalisty západně od Jen-anu v bitvě u S’-chua-čchi v březnu 1947. Roku 1947 se stal komisařem Polní armády severní Šen-si, zodpovědné za obranu jenanského regionu. Roku 1948 převzal funkci komisaře Severozápadní polní armády (roku 1949 přejmenované na 1. polní armádu) a tajemníka severozápadního byra ÚV KS Číny a hrál významnou úlohu v bojích o znovudobytí Jen-anu a obsazení severozápadní Číny.
V září 1949 se zúčastnil prvního zasedání Čínského lidového politického poradního shromáždění, na kterém byl zvolen členem Ústřední lidové vlády Čínské lidové republiky a Lidové revoluční vojenské rady (obojí do září 1954).

### Funkcionář Čínské lidové republiky a KS Číny
Po vzniku Čínské lidové republiky se Si podílel na organizaci komunistické vlády na severozápadě Číny jako místopředseda severozápadního vojensko-administrativního výboru (leden 1950 – leden 1953) a místopředseda severozápadního administrativního výboru (leden 1953 – prosinec 1954). V těchto funkcích byl známý svou umírněnou politikou a používáním nevojenských prostředků k pacifikaci vzbouřených oblastí. Si se občas vyjadřoval kriticky k hnutí za pozemkovou reformu a hájil střední rolníky. Když v roce 1948 vzrostly násilnosti na venkově, informoval vedení strany, že aktivisté na severozápadě někdy falešně označovali bohatší rolníky za statkáře a uměle vytvářeli střety s nimi. V roce 1952 zastavil kampaň Wang Čena a Teng Li-čchüna za zavedení pozemkové reformy a třídního boje do pasteveckých oblastí Sin-ťiangu. Na základě zkušeností z Vnitřního Mongolska nedoporučoval přidělovat pastevcům třídní nálepky a vést třídní boj, ale Wang a Teng to ignorovali a organizovali zabavování dobytka vlastníkům půdy a půdy náboženským autoritám. Tato politika rozdmýchala sociální nepokoje v severním Sin-ťiangu, kde bylo právě potlačeno povstání Ospan Batyra. S podporou Mao Ce-tunga Si tuto politiku zrušil, Wang Čen byl ze Sin-ťiangu odvolán a z vězení Si propustil více než tisíc pastevců.
V červenci 1951, po porážce armád kliky Ma v Čching-chaji, podnítily zbytky jejích muslimských válečníků vzpouru mezi tibetskými kmeny. Mezi těmi, kdo se chopili zbraní, byl i náčelník Siang Čchien z kmene Nganglha ve východním Čching-chaji. Zatímco lidová osvobozenecká armáda vyslala vojáky, aby povstání potlačili, Si naléhal na politické řešení. K vyjednávání se vydala řada vyslanců včetně Gešeho Šeraba Gjatso a pančhenlamy. Přestože Siang Čchien desítky nabídek odmítl a armádě se podařilo obsadit náčelníkovy vesnice, Si nadále usiloval o politické řešení. Propustil zajaté domorodce, nabídl Siang Čchienovi velkorysé podmínky a odpustil těm, kteří se účastnili povstání. V červenci 1952 se Siang Čchien vrátil z úkrytu v horách a slíbil věrnost lidové republice. V roce 1953 se Siang Čchiang stal správcem okresu Čänccha. Mao přirovnal Siovo obratné zacházení se Siang Čchiangem ke smíření Ču-ke Lianga s Meng Chuoem v Příbězích Tří říší.
V lednu 1953 se Si Čung-sün stal vedoucím oddělení propagandy ÚV KS Číny (do července 1954), ve funkci dohlížel na kulturní a vzdělávací politiku. V září 1953 převzal úřad generálního sekretáře státní administrativní rady (resp. od září 1954 generálního sekretáře státní rady, do ledna 1965).
Když 14. dalajlama v roce 1954 navštívil Peking, kde se několik měsíců věnoval politickým jednáním a studiu čínštiny a marxismu, Si strávil nějaký čas s tibetským vůdcem, který na něj s oblibou vzpomínal jako na „velmi přátelského, poměrně otevřeného a velmi milého“. Dalajlama dal Siovi jako dárek hodinky Omega. Když dalajlamův bratr na počátku 80. let navštívil Peking, Si tyto hodinky stále nosil. Na VIII. sjezdu KS Číny v roce 1956 byl zvolen členem ústředního výboru. V dubnu 1959 se stal místopředsedou vlády (do ledna 1965) a pod vedením premiéra Čou En-laje řídil legislativní a politickou práci vlády.

### V nemilosti v 60. letech a za kulturní revoluce
Koncem roku 1962 Kchang Šeng obvinil Si Čung-süna z vedení protistranické kliky, důvodem byla Siova podpora vydání životopisu Liou Č’-tana, který padl v boji v roce 1936. Životopis, který napsal Li Ťien-tchung (李建彤), byl údajně skrytou snahou o rozvrácení strany snahou o rehabilitaci Kao Kanga (ten pod tlakem obvinění z protistranické činnosti roku 1954 spáchal sebevraždu). Si byl proto na odstraněn ze všech vedoucích funkcí (i když formálně zůstal místopředsedou a generálním sekretářem vlády do konce jejího funkčního období v lednu 1965), nucen podstoupit sebekritiku a v roce 1965 jmenován zástupcem ředitele továrny v Luo-jangu. Během kulturní revoluce byl pronásledován, vězněn a dlouhou dobu strávil ve vazbě v Pekingu. Na svobodu se vrátil v květnu 1975, kdy byl přidělen do jiné továrny v Luo-jangu.

### Rehabilitace a působení v Kuang-tungu a centru
V letech 1977–1978 nové vedení KS Číny, rehabilitovalo řadu politiků postižených za kulturní revoluce, včetně Si Čung-süna. Aktivně ve prospěch Si Čung-süna zasáhl zejména Chu Jao-pang. V únoru 1978 se v Pekingu zúčastnil jednání Čínského lidového politického poradního shromáždění. Od dubna 1978 pracoval v jihočínské provincii Kuang-tung jako druhý tajemník provinčního výboru KS Číny a místopředseda tamního revolučního výboru. V prosinci 1978 povýšil na prvního tajemníka kuangtungského provinčního výboru KS Číny (do listopadu 1980) a současně ho ústřední výbor na svém třetím zasedání v prosinci 1978 opět přijat mezi své členy. Od ledna 1979 zastával také úřad předsedy kuangtungského revolučního výboru (resp. od prosince 1979 guvernéra Kuang-tungu; do února 1981). V Kuang-tungu stabilizoval provinční vládu a začal liberalizovat ekonomiku. Aby omezil další přistěhovalectví do Hongkongu, prosadil v roce 1979 vytvoření zvláštních ekonomických zón v provincii Kuang-tung včetně Šen-čenu, který se rozrostl na jedno z největších měst v Číně.
V roce 1980 se Si vrátil do Pekingu a byl zvolen místopředsedou stálého výboru Všečínského shromáždění lidových zástupců (září 1980 – červen 1983), zároveň zastával funkci předsedy výboru pro právní záležitosti. V této funkci dohlížel na přípravu řady zákonů. V červnu 1981 byl přidán do sekretariátu ústředního výboru. V září 1982 byl na XII. sjezdu KS Číny znovuzvolen do ústředního výboru a po sjezdu ústředním výborem i do politbyra (do listopadu 1987) a sekretariátu ÚV KS Číny (do září 1985).
V letech 1986–1987 se Teng Siao-pching a Čchen Jün, nespokojeni s liberálními sklony Chu Jao-panga, rozhodli ho odvolat a v lednu 1987 prosadili, aby Chu odstoupil z funkce generálního tajemníka ÚV KS Číny. Si byl jediný z vední strany, kdo se Chua zastal. Na XIII. sjezdu KS Číny koncem roku 1987 odešel z vysokých stranických funkcí, následující jaro byl zvolen prvním místopředsedou stálého výboru a předsedou výboru pro otázky vnitra a práva Všečínského shromáždění lidových zástupců (duben 1988 – březen 1993).
Z veřejné služby odešel v březnu 1993, většinu svého důchodového věku strávil v Šen-čenu.

### Osobní život a smrt
V roce 1936 se Si Čung-sün v Šen-si oženil s Chao Ming-ču, neteří revolučního bojovníka Wu Taj-fenga.Svazek trval do roku 1944 a manželé měli tři děti: syna Si Fu-pchinga (známého také jako Si Čeng-ning) a dvě dcery, Si Che-pching a Si Kan-pching. Podle oficiálních záznamů Si Che-pching zemřela během kulturní revoluce v důsledku pronásledování. O Si Kan-pching je známo jen málo, kromě toho, že byla od roku 2013 v důchodu a pravidelně se objevuje na setkáních potomků významných komunistů. Si Čeng-ning pracoval jako výzkumný pracovník na ministerstvu obrany, později se věnoval úřednické kariéře; zemřel v roce 1998.
V roce 1944 se Si Čung-sün oženil se svou druhou ženou Čchi Sin a měl s ní čtyři děti: Si Čchiao-čchiaa, Si An-an, Si Ťin-pchinga a Si Jüan-pchinga. Si Ťin-pching se v listopadu 2012 stal generálním tajemníkem Komunistické strany Číny a předsedou ústřední vojenské komise a od března 2013 je prezidentem Číny.
Si Čung-sün zemřel v Pekingu 24. května 2002. Jeho pohřbu a následné kremace na Papaošanském revolučním hřbitově 30. května 2002 se zúčastnili vedoucí představitelé strany a státu, včetně prezidenta Ťiang Ce-mina, premiéra Ču Žung-ťiho a viceprezidenta Chu Ťin-tchaa. Jeho popel byl následně pohřben na hřbitově pojmenovaném na jeho počest v okrese Fu-pching.
V oficiálním nekrologu byl označen za „vynikajícího proletářského revolucionáře“, „velkého komunistického vojáka“ a „jednoho z hlavních zakladatelů a vůdců revolučních základen v pohraniční oblasti Šen-si-Kan-su“.